# Palais du khan de Bakou
Le palais du Khan de Bakou (en azerbaïdjanais: Bakı xan sarayı) est un complexe de plusieurs maisons qui appartenaient à des membres de la famille dirigeante du khanat de Bakou.

## Histoire
Le palais est situé sur le territoire à gauche de la porte Chamakhi. Pendant la période des khanats en Azerbaïdjan, qui s'est produite après l'effondrement de l'État de Chirvanchah au XVIIe siècle, les khans de Bakou vivaient dans ce palais. Aucune information officielle n'existe sur la date exacte de la fondation, cependant, on estime qu'elle a été construite vers 1750 par le premier Khan de Bakou, Mirza Muhammad Khan Ier. Les bains souterrains sont considérés comme une structure plus ancienne, construite autour du XVIIe siècle.
Lors de l'occupation de Bakou par l'Empire russe en 1806, une garnison militaire a été positionnée dans le palais. Le palais avait autrefois un jardin avec piscine et fleurs qui a maintenant été reconstruit. Avant la reconstruction, seuls le portail d'entrée et une petite mosquée restaurée avaient survécu, tandis que les bains souterrains dans la partie inférieure des murs de la forteresse, dans l'enceinte du palais des Khans, restaient encore exhumés. Les dernières fouilles ont eu lieu en 1985, 1986 et 2018. Outre de nombreux échantillons culturels, un système d'alimentation en eau et des constructions architecturales souterraines ont également été découverts. Actuellement, le complexe du palais se compose de la maison du dernier khan de Bakou - Huseyngulu Khan ainsi que des membres de sa famille, Abdurrahim bey et Mehdigulu bey.
Avant 2018, le complexe du palais était en ruines et des parties de celui-ci restaient encore découvertes. L'administration officielle de la réserve historique et architecturale d'État "Itchericheher" a informé les médias qu'elle n'avait aucune intention de réparer le palais. Cependant, en 2018, ils ont changé de position et lancé un appel d'offres pour la reconstruction du complexe. L'une des principales raisons de cette décision est que le complexe du palais est considéré comme l'une des pièces les plus importantes et les plus précieuses de l'héritage architectural du khanat de Bakou.
Les fouilles archéologiques et la restauration se sont déroulés de 2018 à 2019, et comprenaient le dégagement de la terre du complexe ainsi que le renforcement du dôme et des fondations à l'aide du matériau d'origine. 
Le 29 juin 2020, le président azerbaïdjanais Ilham Aliyev a participé à l'ouverture du complexe du palais et des bains souterrains du XVIIe siècle. Depuis août 2020, le palais a été entièrement reconstruit et le nouveau palais-musée du khan de Bakou est maintenant ouvert aux visiteurs.

## Résidents
Les khans suivants vivaient dans le palais des khans de Bakou:
- 1747-1765 -  Mirza Muhammad Khan Ier (fils de Dergahqulu khan)
- 1765-1784 - Malik Muhammad Khan (fils de Mirza Muhammad Khan Ier)
- 1784-1791 - Mirza Muhammad Khan II (fils de Malik Muhammad Khan)
- 1791-1792 - Muhammadquli Khan (fils de Mirza Muhammad Khan Ier)
- 1792-1806 - Huseyngulu Khan (fils de Haji Aligulu Agha Khan).